# Hydrochus yadavi
Hydrochus yadavi är en skalbaggsart som beskrevs av Dewanand Makhan 2000. Hydrochus yadavi ingår i släktet Hydrochus och familjen gyttjebaggar. Inga underarter finns listade i Catalogue of Life.